# Bornholms Gymnasium
Bornholms Gymnasium var et selvstændigt gymnasium i Rønne på Bornholm grundlagt 1512 og er et af to gymnasier på øen. Gymnasiet har siden 2010 været en del af Campus Bornholm og har omkring 500 elever med ca. 50 elever i hf-afdelingen.

## Historie
Gymnasiet blev grundlagt i 1512 som Rønne Latinskole. I 1806 skiftede skolen navn til Rønne Middelskole og den mistede retten til at dimittere studenter til universitetet. I 1818 ændredes navnet til Rønne lærde Skole - igen med ret til at dimittere studenter. Skolen fik desuden højere realundervisning fra 1843. Den lærde skole blev nedlagt i 1850 og blev erstattet af Rønne højere Realskole. I 1892 genopstod den lærde skole, fra 1903 som Rønne Statsskole. Det sidste hold realister blev færdige i 1970, hvor der blev oprettet en hf-afdeling. I 1986 overgik skolen til Bornholms Amt og skiftede navn til Bornholms Amtsgymnasium. Kommunesammenlægningerne på Bornholm i 2003 betød, at skolen skiftede navn til Bornholms Gymnasium.

### Campus Bornholm
I 2010 blev gymnasiet, Bornholms Erhvervsskole og VUC Bornholm Campus Bornholm. I 2017 blev den 5.320 kvadratmeter store gymnasiebygning i Søborgstræde sat til salg, da alle Campus Bornholms elever i juni 2018 samles på 15.435 m2 nybyggeri og 5.500 m2 ombygning af eksisterende bygninger på Minervavej.

## Kendte studenter
- 1944: Mogens Glistrup, cand. jur. partistifter og tidligere folketingsmedlem
- 1988: Søren Pind, cand. jur. tidligere borgmester i København og tidligere minister
- 1994: Jeppe Kofod, (MPA, Harvard University), folketingsmedlem
- 1996: Louise Wolff, journalist og tv-værtinde
- 1997: Jacob Bjerregaard Jørgensen, DSU-formand
- 1997: Anders Kofoed, biolog